# 유파
유파(劉巴, 186년 ~ 222년)는 중국 후한 말 ~ 삼국 시대 촉나라의 문신으로 자는 자초(子初)이며, 영릉군 증양현(蒸陽縣) 사람이다.

## 생애
젊었을 때부터 명성이 있어 형주목인 유표가 초빙하려 했으나 거부했다.
208년 유표가 죽은 후, 조조가 형주를 지배했을 때 조조에게 가자 초빙되어 속관이 되었으며 조조의 명으로 장사, 영릉, 계양을 조조에게 귀순시켰다. 그러나 후에 유비가 그 삼군을 지배하자 교지로 망명하여 유비가 이 일을 매우 유감스럽게 생각했다. 후에 촉 땅으로 이주하였다. 《초국선현전》에 따르면, 유파가 교지로 망명하여 성을 장으로 고치고, 교지태수 사섭과 맞지 않아 장가 땅으로 갔다가 익주군에 억류되어 유장에게 보내졌으며, 유파의 아비 유상이 유장의 아비 유언을 효렴으로 천거했으므로 유장이 유파를 보고 기뻐하여 매양 큰 일이 있으면 찾아가 물었다가 하나, 배송지는 유언이 영제 시대에 이미 태상이었고 익주목으로 나갔으며 유상은 손견이 장사태수이던 시절 강하태수였으므로 유상이 유언을 효렴으로 추거할 수 없었다고 비판했다. 또 《초국선현전》에 따르면 유장이 장로를 막고자 유비를 맞아들이는 것을 반대했으나 유장이 듣지 않아 두문불출했다.
214년 유비가 촉을 평정하자 먼저 망명한 것을 사죄하여 유비는 유파를 질책하지 않았고, 제갈량도 유파를 자주 칭찬하고 천거하여 유비는 유파를 천거하여 좌장군서조연으로 임명했다. 《초국선현전》에 따르면, 장비가 유파를 뵙기를 청했으나 유파는 장비와 함께 말하지 않았으므로, 장비가 노여워했다. 제갈양은 유파에게 장비가 유파를 공경하고 사모하므로 유파에게 뜻을 돌리기를 청했으나 유파는 거부했다. 이를 들은 유비는 유파가 자신에게 쓰이지 않고 조조에게 돌아가려 하므로 노했으나, 제갈양은 끝까지 유파를 칭찬하였다. 당초 유비가 유장을 쳐 성도를 함락하니, 무리가 부고의 재물을 취했으므로 군수물자가 부족했다. 유파는 유비에게 돈을 부어 만들고 물가를 고르게 하도록 진언했고, 이를 따르니 몇 달 안에 부고가 충실해졌다.
219년 유비가 한중왕이 되자 상서에 임명되었고, 220년 법정이 세상을 떠나자 법정을 대신하여 상서령까지 올랐다.
유파는 몸소 청렴하고 질박한 생활을 하였기 때문에 재산을 늘리지 않았고, 자신이 유비를 섬기는 것은 본심이 아니었으므로 의심을 받게 될 것을 두려워하여 공손하고 말없이 조용한 태도로 견지했으며, 집에서는 타인을 사사로이 사귀지 않았고, 공적인 일만을 아뢰었다.
유비가 황제의 존호를 칭했을 때  문장이나 임명서는 모두 유파가 지은 것이었다.
222년 병으로 세상을 떠났으며, 위나라의 상서복야 진군이 제갈량에게 편지를 보내 유파의 소식을 물었는데, 제갈량은 죽은 유파를 유군자초라고 칭하며 매우 존경하고 중시하는 마음을 보이며 유파의 소식을 그에게 전했다.
상서령일 때 상서 양의와 화목하지 못했는데, 유비는 양의를 요령직인 홍농태수로 좌천시켰다.

## 《삼국지연의》에서 유파
연의에서는 처음부터 유장을 섬기며 유장이 유비를 초빙해 장로를 막으려 할 때 반대하였다. 또한 유장이 유비에게 군사와 쌀을 내리려 할 때 일부러 늙은 군사와 쌀겨를 보내라 건의했다. 유장이 유비에게 항복할 때 자신은 황권과 함께 관직에 오르는것을 거부했으나 유비가 직접 찾아오자 이에 감명받아 관직을 수락한다. 유비 사후, 정사에서는 222년 사망했으나 연의에서는 그 이후에도 등장하여 제갈량의 1차 북벌에서는 중참군으로 활약하였다.

## 친척 관계
- 유요 (할아버지)
  - 유상 (아버지)
    - 유파

## 같이 보기
- 삼국지 인물 목록